# Vorzugspreise von Fluggesellschaften
Vorzugspreise (VZP) sind Flugtarife, die von den Fluggesellschaften Deutsche Lufthansa, Austrian Airlines und Swiss International Airlines 2009 in Deutschland eingeführt wurden.
In der Regel sind diese Preise um 30 Euro für einen Hin- und Rückflug auf den sogenannten Normalpreis reduziert. Neben den Fluggesellschaften selbst kann ein Reisebüro diese Vorzugspreise nur verkaufen, wenn es eine entsprechende Vereinbarung mit der Fluggesellschaft getroffen hat. Sonst gilt automatisch der Normalpreis. Im Gegenzug haben die Computerreservierungssysteme für den Verkauf von Vorzugspreisen das sonst übliche Segmentincentive abgesenkt bzw. wurden vorübergehend zusätzliche Entgelte für den Verkauf von Vorzugspreisen erhoben. Die deutschen Reisebüros sahen sich wegen des hohen Anteils dieser drei Fluggesellschaften am Gesamtumsatz und der damit nur schwer möglichen Quersubventionierung in der Mehrheit gezwungen, diese zusätzlichen Kosten an den Endkunden weiterzugeben. Die Fluggesellschaften hatten ursprünglich unter anderem die Absicht verfolgt, Ihre eigenen Vertriebskosten durch die Computerreservierungssysteme signifikant zu senken, da diese ebenfalls für den Vertrieb von Vorzugspreisen nun weniger als zuvor erhalten. Dies ist zwar letztlich gelungen, jedoch hat sich für den Endkunden eher eine Preissteigerung ergeben.

## Verhalten der Computerreservierungssysteme
Nachdem der deutsche Marktführer Amadeus zunächst die zusätzlichen Entgelte  nicht übernommen hatte, während die kleineren Systeme SABRE und Travelport zum Teil diese Kosten für das Reisebüro kompensiert haben, setzte eine zum Teil erhebliche Verschiebung im Markt ein, und Reisebüros wechselten ganz oder teilweise das von ihnen verwendete Reservierungssystem. Gleichzeitig waren mehrere Klagen gegen die Vorzugspreise anhängig. Mittlerweile verhalten sich die Computerreservierungssysteme aber wieder weitestgehend einheitlich.

## Aufwand
Bei allen in der touristischen Wertschöpfungskette beteiligten Unternehmen (Reisebüros, Consolidatoren, Internetbuchungsmaschinen, Computerreservierungssysteme) hat die Einführung der VZP zu erheblichen Umstellungskosten geführt, die deutschlandweit mit mehreren Millionen Euro beziffert werden.